# Zokor
Myospalax
Genre
Les zokors ou hamsters-taupes, Myospalax pour les scientifiques, sont un genre de rongeurs de la famille des spalacidés  originaires d'Asie centrale et de Chine. Adaptés à la vie souterraine, ils n'ont pas d'oreilles externes, ils ne sont pas aveugles contrairement aux autres rats taupes et creusent leur galeries avec leurs pattes antérieures munies de griffes robustes.

## Liste des espèces
Selon Mammal Species of the World (version 3, 2005)  (31 mai 2016) et ITIS (31 mai 2016) :
- Myospalax aspalax (Pallas, 1776)
- Myospalax myospalax (Laxmann, 1773)
- Myospalax psilurus (Milne-Edwards, 1874)

Selon [Qui ?]
- Myospalax aspalax - zokor de Transbaikalie
- Myospalax epsilanus
- Myospalax fontanierii
- Myospalax myospalax -  zokor Sibérien
- Myospalax psilurus - hamster-taupe Chinois
- Myospalax rothschildi
- Myospalax smithii